# Chris O'Neil (cầu thủ bóng đá)
Chris O'Neil (sinh ngày 14 tháng 8 năm 1995) là một cầu thủ bóng đá người Scotland thi đấu ở vị trí hậu vệ.

## Thống kê sự nghiệp
Tính đến 23 tháng 3 năm 2018
| Câu lạc bộ          | Mùa giải            | Giải vô địch            | Giải vô địch | Giải vô địch | Cúp bóng đá Scotland | Cúp bóng đá Scotland | Cúp Liên đoàn | Cúp Liên đoàn | Khác    | Khác      | Tổng cộng | Tổng cộng |
| Câu lạc bộ          | Mùa giải            | Hạng đấu                | Số trận      | Bàn thắng    | Số trận              | Bàn thắng            | Số trận       | Bàn thắng     | Số trận | Bàn thắng | Số trận   | Bàn thắng |
| ------------------- | ------------------- | ----------------------- | ------------ | ------------ | -------------------- | -------------------- | ------------- | ------------- | ------- | --------- | --------- | --------- |
| Airdrieonians       | 2012–13             | Scottish First Division | 24           | 0            | 0                    | 0                    | 0             | 0             | 0       | 0         | 24        | 0         |
| Airdrieonians       | 2013–14             | Scottish League One     | 6            | 0            | 0                    | 0                    | 1             | 0             | 1       | 0         | 8         | 0         |
| Airdrieonians       | 2014–15             | Scottish League One     | 24           | 0            | 2                    | 0                    | 0             | 0             | 0       | 0         | 26        | 0         |
| Airdrieonians       | 2015–16             | Scottish League One     | 23           | 0            | 1                    | 0                    | 2             | 0             | 0       | 0         | 26        | 0         |
| Airdrieonians       | Tổng cộng           | Tổng cộng               | 77           | 0            | 3                    | 0                    | 3             | 0             | 1       | 0         | 84        | 0         |
| Brechin City        | 2016–17             | Scottish League One     | 19           | 0            | 0                    | 0                    | 4             | 0             | 1       | 0         | 24        | 0         |
| Brechin City        | 2017–18             | Scottish Championship   | 4            | 1            | 0                    | 0                    | 1             | 0             | 1       | 0         | 6         | 1         |
| Brechin City        | Tổng cộng           | Tổng cộng               | 23           | 1            | 0                    | 0                    | 5             | 0             | 2       | 0         | 30        | 1         |
| Airdrieonians       | 2017–18             | Scottish League One     | 7            | 0            | 0                    | 0                    | 0             | 0             | 0       | 0         | 7         | 0         |
| Tổng cộng sự nghiệp | Tổng cộng sự nghiệp | Tổng cộng sự nghiệp     | 107          | 1            | 3                    | 0                    | 8             | 0             | 3       | 0         | 121       | 1         |

1. ↑  2012–13 as Airdrie United
2. 1 2  Số lần ra sân tại Scottish Challenge Cup
3. ↑  Appearance tại Championship play-offs